# John Honywood (4e baronnet)
John Honywood, 4e baronnet (1757-1806), d’Evington, dans le Kent, est un homme politique anglais. 

## Biographie
Il est le fils aîné de William Honywood et le petit-fils de John Honywood 3e baronnet, de qui il hérite du titre de baronnet en 1781. 
Il est député de Steyning de 1784 à 1785 et de 1788 à 1790; pour Canterbury en 1790-1796 et de 1797 à 1802 et pour Honiton de 1802 à 1806. 
Il est décédé en 1806. Il épouse Frances, fille de William Courtenay (2e vicomte Courtenay), avec qui il a un fils et six filles. Son fils, John Courtenay Honywood, 5e baronnet, lui succède. 